# Un meurtre chez les pingouins
Pour plus de détails, voir Fiche technique et Distribution.
Un meurtre chez les pingouins (Penguin Pool Murder) est un film américain réalisé par George Archainbaud en 1932, produit par les studios RKO Radio Pictures.

## Synopsis
À l'aquarium de New York, l'institutrice Hildegarde Withers et sa classe de jeunes élèves découvrent le cadavre d'un homme d'affaires en vue dans le bassin des manchots. L'inspecteur Oscar Piper, dépêché sur les lieux, fait décliner l'identité des visiteurs et, quand il s'aperçoit que la femme du mort et son amant se trouvent parmi les suspects, croit l'affaire élucidée. C'est sans compter sur le flair de Hildegarde Withers, qui se mêle de l'enquête, et gagne peu à peu l'admiration et le respect de l'inspecteur.

## Fiche technique
- Titre français : Un meurtre chez les pingouins[1]
- Titre original : Penguin Pool Murder
- Scénario : Willis Goldbeck, Lowell Brentano, d'après le roman policier homonyme de Stuart Palmer
- Photographie : Henry W. Gerrard
- Musique : Max Steiner
- Montage : Jack Kitchin
- Producteurs : Kenneth Macgowan (associé) et David O. Selznick (exécutif), pour RKO Radio Pictures
- Genre : Comédie policière
- Format : noir et blanc
- Durée : 70 minutes
- Date de sortie : 
  - États-Unis : 9 décembre 1932
  - France : 8 février 1935[1]

## Distribution
- Edna May Oliver : Hildegarde Withers
- Robert Armstrong : Barry Costello, avocat
- James Gleason : Inspecteur Oscar Piper
- Mae Clarke : Gwen Parker
- Donald Cook : Philip Seymour
- Edgar Kennedy : Policier Donovan
- Clarence Wilson : Bertrand B. Hemingway
- James Donlan : Fink, le Garde de sécurité
- Gustav von Seyffertitz : Von Donnen / Dr. Max Bloom
- William Le Maire : MacDonald, gardien à l'entrée de l'aquarium
- Joe Hermano : « Chicago » Lew
- Guy Usher : Gerald Parker
- Rochelle Hudson : La standardiste
- Wilfrid North : Le juge